# Активизъм
Активизмът е съзнателно действие целящо да доведе до социална или политическа промяна. Това действие подпомага или се противопоставя на едната страна на често спорна тема.

## Видове активизъм
Някои форми на активизъм:
- Гражданско неподчинение
- Икономически активизъм
  - Бойкотиране
- Лобиране
- Медиен активизъм
  - Хактивизъм (сложна дума, съставена от думите „хакер“ и „активизъм“) – това е използването на компютърни технологии за изразяване на политически възгледи и постигане на политически цели.
- Насилие
- Ненасилие
  - Ахимса
- Пропагандиране
- Протестиране
  - Демонстриране
- Стачкуване
- Разобличаване